# Universidade de Sci-Tech de Zhejiang
A Universidade de  Sci-Tech de Zhejiang (ZSTU; chinês tradicional: 浙江理工大學, chinês simplificado: 浙江理工大学, pinyin: Zhèjiāng lǐgōng dàxué)  é uma universidade na província de Zhejiang que oferece programas nas áreas de engenharia, ciências, humanidades (artes), economia, administração e direito, sendo a engenharia seu foco principal. É administrado em conjunto pelo Ministério da Educação e pelo governo da província de Zhejiang.

## Campus
ZSTU está em Hangzhou e tem dois campi.

### Instalações auxiliares
A escola tem instalações auxiliares, como hospitais, lojas, bibliotecas, salas de exposições, restaurantes, ginásios, estádios, piscinas cobertas, basquete, vôlei e campos ao ar livre onde o futebol pode ser jogado.

## Ligação externa
- Página oficial